# Размышления о первой философии
Размышления о первой философии (Meditationes de prima philosophia) — произведение Рене Декарта. Считается одним из главных сочинений философа, с наибольшей полнотой отражающим основные проблемы его метафизической системы.

## История создания
Произведение было завершено в 1640. В оригинале «Размышления о первой философии» были написаны на латинском языке. Прежде чем публиковать свою новую работу, Декарт решил получить возражения и критические замечания наиболее авторитетных деятелей философии и науки того времени. С этой целью он убедил своего корреспондента по многолетней переписке и личного знакомого Марена Мерсенна разослать несколько экземпляров «Размышлений» различным ученым. Таким образом Декарт смог ознакомиться с рядом возражений, в числе авторов которых были Томас Гоббс, Антуан Арно и Пьер Гассенди. Общим числом Декарт смог получить шесть развернутых возражений. На все полученные критические замечания Декарт подготовил подробные ответы.

## История публикации
В августе 1641 Декарт наконец издал своё произведение, присовокупив к публикации все доставленные ему возражения и свои ответы на них.
Вскоре последовало второе издание этой книги, которое увидело свет в 1642 году. Второе издание отличается от первого своим названием. Изначально книга имела заголовок «Размышления о первой философии, в которых доказывается существование Бога и бессмертие человеческой души». Поскольку внимательные читатели указали Декарту на несоответствие заглавия книги и её содержания — в произведении Декарта не даётся никакого очевидного доказательства бессмертия человеческой души, заглавие второго издания уже звучало так — «Размышления о первой философии, в которых доказывается существование Бога и различие между человеческой душой и телом». Также во второе издание трактата было включено седьмое возражение, поступившее от философа и члена ордена иезуитов Пьера Бурдена.

## Переводы
Первым переводом книги Декарта на новые языки оказалось французское издание 1647. После перевода на французский язык в XIX-XX веках было осуществлено множество переводов этой книги Декарта на различные европейские языки. Первый перевод «Размышлений» на русский язык был выполнен В. М. Невежиной и издан в 1901 в первом выпуске «Трудов Философского общества» в Санкт-Петербурге под редакцией и со вступительной статьёй А. И. Введенского. Перевод был выполнен с французского языка. В 1994 был опубликован перевод латинского оригинала 2-го издания трактата, который был выполнен С. Я. Шейнман-Топштейн. Это издание сопровождалось комментариями В. В. Соколова. Новейший перевод с латыни выполнен М. М. Поздневым (второе изд. в кн.: Декарт, Рене Разыскание истины СПб.: Азбука, 2000).

## Содержание произведения
Работа состоит из шести глав, названных в тексте «размышлениями».
В первой главе, озаглавленной «О том, что может быть подвергнуто сомнению» Декарт формулирует принцип кардинального сомнения во всех данных сознания. Философ проводит мысленный эксперимент, заключающийся в допущении полной иллюзорности всей доступной субъекту реальности.
Во второй главе Декарт приступает к анализу самого человеческого сознания и приходит к умозаключению — даже если я во всем ошибаюсь, и не могу отличить реальность от иллюзии, тем не менее, сам факт наличия сознания и в этом случае несомненен. Таким образом, формулируется знаменитый постулат «cogito ergo sum».
В третьей главе Декарт формулирует свой вариант онтологического аргумента в пользу существования Бога.
В четвёртой главе Декарт выводит рационалистическое толкование источников ошибок, присущих человеческому разуму.
В пятой главе Декарт вновь возвращается к вопросу о существовании Бога, и уточняет свои положения касательно возможности рационального доказательства его существования.
В шестом размышлении Декарт формулирует своё учение о дуализме души и тела.